# Naturschutzgebiet Pipermoor/Mühlbachtal
Koordinaten: 53° 27′ 2,7″ N, 10° 41′ 45,8″ O
Das Naturschutzgebiet Pipermoor/Mühlbachtal ist ein 17 Hektar umfassendes Naturschutzgebiet in Mecklenburg-Vorpommern nördlich von Schwanheide. Die Unterschutzstellung erfolgte am 1. Oktober 1990 mit dem Ziel, ein von Torfstichen durchzogenes Moor mit Bruchwäldern und Feuchtwiesen als Lebensraum für seltene Tier- und Pflanzenarten zu erhalten.
Der aktuelle Gebietszustand wird als unbefriedigend angesehen, da die Flächen weiterhin entwässert werden. Jäger und Angler nutzen das Gebiet intensiv, was sich ebenfalls nachteilig auswirkt.

## Grünes Band
Das Naturschutzgebiet ist aufgrund der für mehrere Jahrzehnte abgeschiedenen Lage an der innerdeutschen Grenze heute Teil des sogenannten Grünen Bandes. Die Naturschutzgebiete im Bereich des Grünen Bandes in Mecklenburg-Vorpommern sind (von Nord nach Süd) im Biosphärenreservat Schaalsee die NSG Wakenitzniederung, Kammerbruch, Campower Steilufer, Kiekbuschwiesen bei Neuhof, Mechower See, Goldensee, Techin  weiterhin die NSG Wallmoor,  Pipermoor/Mühlbachtal, Stecknitz-Delvenau sowie im Naturpark Mecklenburgisches Elbetal die NSG Elbhang "Vierwald", Elbdeichvorland, Rüterberg, Binnendünen bei Klein Schmölen und Löcknitztal-Altlauf.